# Philipsenska skolinrättningen

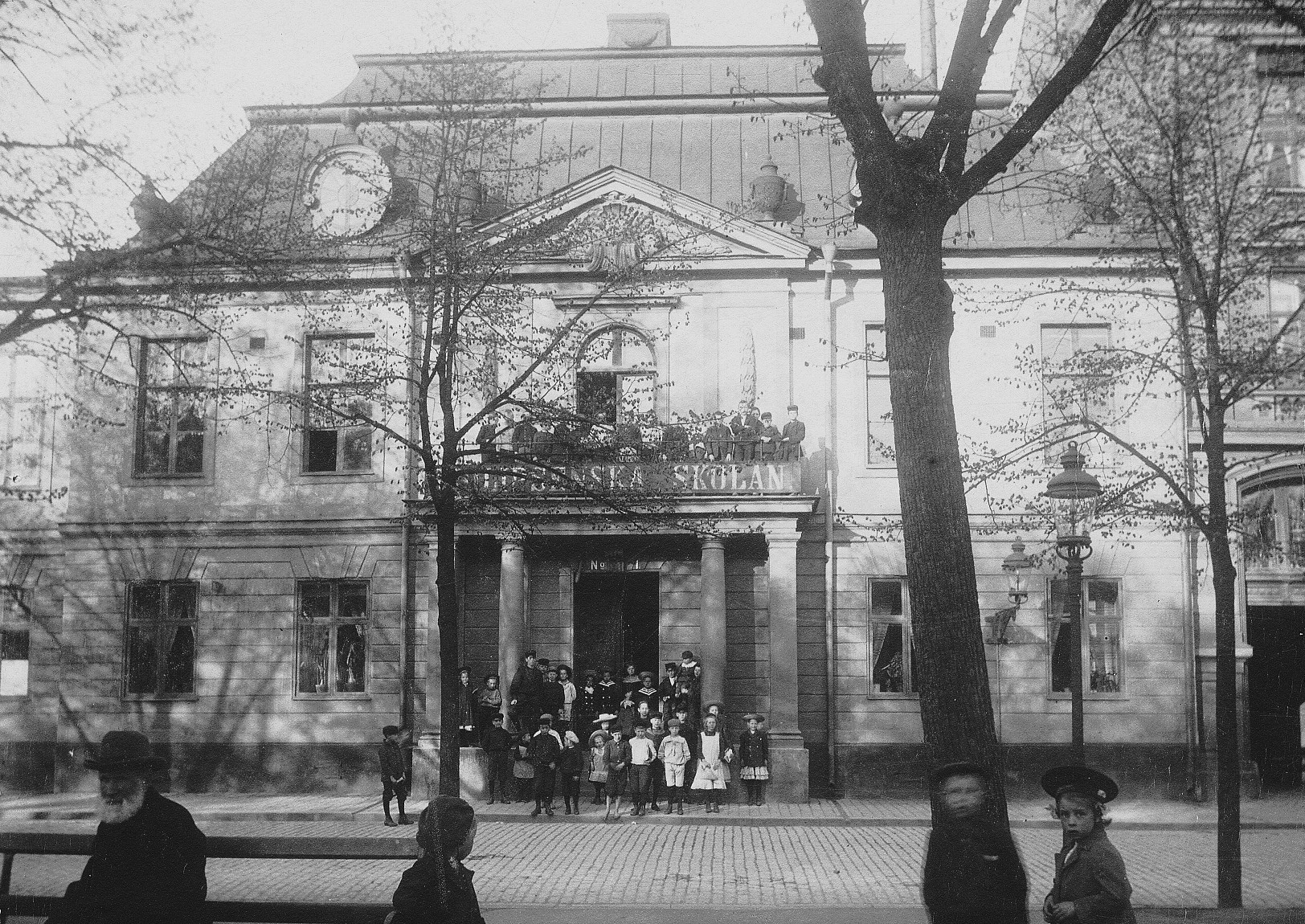
Skolans entrébyggnad 1900.

Philipsenska skolinrättningen var en skola för fattiga barn i Maria Magdalena församling på Södermalm i Stockholm grundad 1811. 

## Historik

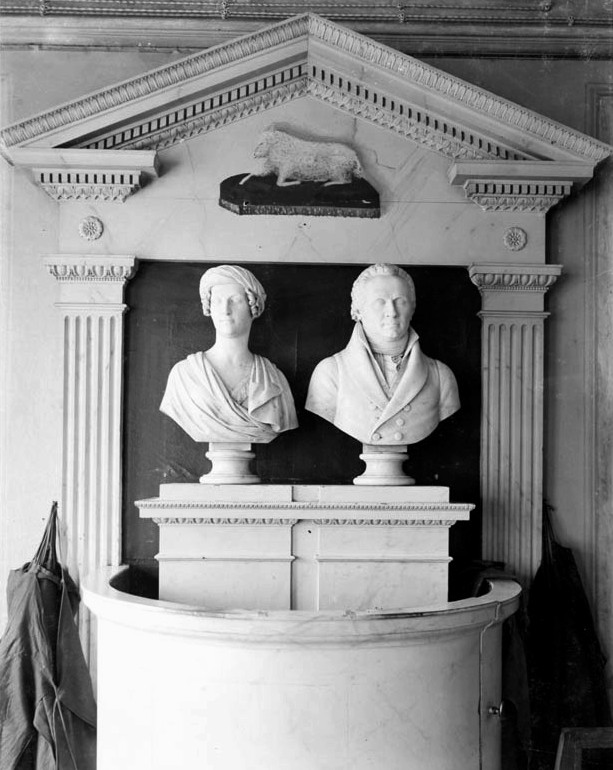
Porträttbyster i marmor av Philipsenska skolans grundare; grosshandlaren Herman Theodor Philipsen och hans maka Charlotta Wilhelmina (var uppställda i skolsalen).

Skolan grundades i november 1811 genom donation av grosshandlaren Herman Theodor Philipsen (död 1819) och hustrun Charlotta Wilhelmina född Moll (död 1835). Det officiella namnet var Maria Magdalena församlings fria läro- och arbetsinrättning för de fattigaste barnen inom församlingen.
Skolan var belägen i det Sutherska huset (uppfört 1774 för Per Suther) i kvarteret Rosendal större vid dåvarande Adolfs Fredriks torg 1 (dagens Mariatorget). Skolan införde växelundervisning 1819 (se Peter Reinhold Svensson) och besöktes av många blivande lärare. På 1890-talet omvandlades skolan till en hantverksskola. 
I oktober 1909 började rivningen av det Sutherska huset. På platsen uppfördes i två etapper dagens byggnad i hörnet av Hornsgatan 31 och Mariatorget 1; den nya fastigheten inrymde skolans verksamhet, bostäder och butiker. Hyresintäkterna från affärslokaler bidrog till att finansiera undervisningen. Byggnaden stod färdig 1911 och ritades av Sam Kjellberg.  Skolan inrymdes i en flygelbyggnad åt söder; i övrigt inrättades hyresbostäder och butiker. 1948 upphörde skolan och verksamheten övergick till att bli ett daghem för barn.
Stiftelsen Philipsenska skolinrättningen finns kvar på adressen och bedriver där förskoleverksamhet.